# Mehltheuer (Hirschstein)
Mehltheuer ist ein Ortsteil der sächsischen Gemeinde Hirschstein im Landkreis Meißen. Mehltheuer schloss sich am 1. Januar 1994 mit Prausitz zu einer Gemeinde namens Mehltheuer zusammen. Diese behielt nach der Eingemeindung der Gemeinde Hirschstein am 1. April 1996 zunächst den Namen Mehltheuer. Am 1. Oktober 1996 nannte sich die Gemeinde Mehltheuer in Hirschstein um.

## Geographie

### Geographische Lage und Verkehr

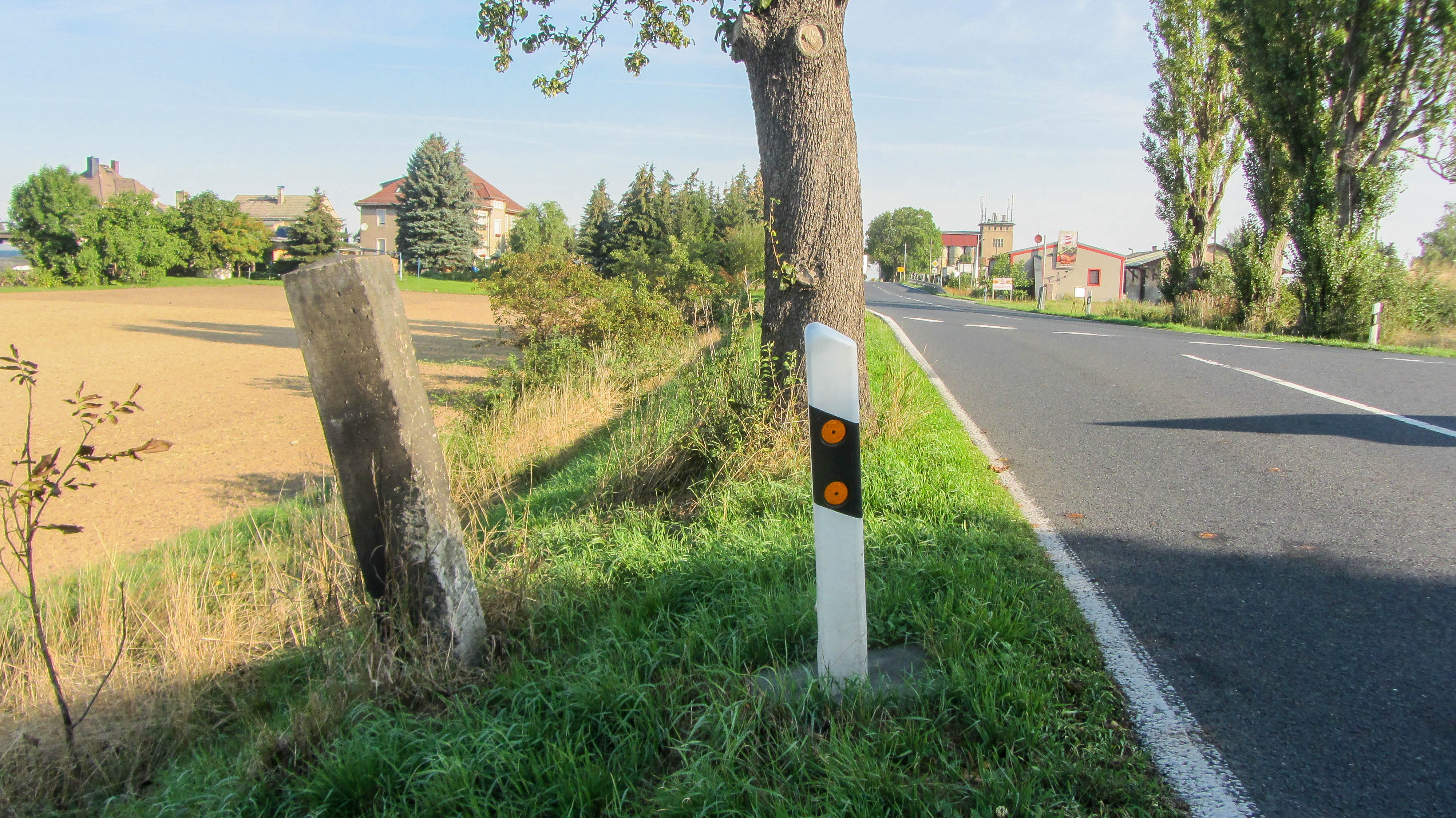
Blick auf den Ortseingang von Mehltheuer an der Bundesstraße 6: rechts die Gebäude des ehemaligen Bahnhofs Prausitz.

Mehltheuer ist der westlichste Ortsteil der Gemeinde Hirschstein. Er befindet sich auf der linken Elbseite, umringt von landwirtschaftlich genutzten Flächen auf rund 133 m ü. NHN. Die Große Kreisstadt Riesa liegt zwölf Kilometer nördlich und die Stadt Lommatzsch rund sechs Kilometer südlich des Orts.
Bei Barmenitz entspringt der Mehltheuer Bach, der das Dorf im Westen tangiert und ein Teil des Flusssystems der Jahna ist. Naturräumlich befindet sich Mehltheuer im Nordsächsischen Platten- und Hügelland und gibt der Mehltheuer-Stauchitzer Platte ihren Namen.
Die Ortslage Mehltheuer teilt sich in den eigentlichen Ortskern mit Dorfstraße und Kirche sowie eine Siedlung entlang der Bundesstraße 6 (B 6) und westlich des ehemaligen Bahnhofs Prausitz an der stillgelegten Bahnstrecke Riesa–Nossen, die östlich des Ortsgebiets in Nord-Süd-Richtung trassiert ist und dort auch die Bundesstraße ebenerdig kreuzt. Die Bundesstraße folgt dem Verlauf der alten Poststraße zwischen den Städten Riesa, Meißen und Oschatz. In Mehltheuer zweigt zudem die Staatsstraße 85 von der B 6 in Richtung Lommatzsch ab. Über Kreisstraßen bestehen Verbindungen in die umliegenden Dörfer. Mehltheuer ist an das Busnetz der Verkehrsgesellschaft Meißen angeschlossen.

### Nachbarorte
Die Gemarkung Mehltheuer umfasst etwa 470 Hektar und grenzt an folgende Ortsgemarkungen:
|                                                | Seerhausen (zu Stauchitz)                   |                                             |
| Plotitz (zu Stauchitz), Trogen (zu Lommatzsch) | Kompassrose, die auf Nachbargemeinden zeigt | Prausitz und Pahrenz (beide zu Hirschstein) |
| Roitzsch (zu Lommatzsch)                       | Striegnitz (zu Lommatzsch)                  | Dörschnitz (zu Lommatzsch)                  |

## Geschichte
| Jahr | Einwohner |
| ---- | --------- |
| 1834 | 302       |
| 1871 | 438       |
| 1890 | 490       |
| 1910 | 520       |
| 1925 | 521       |
| 1933 | 531       |
| 1939 | 557       |
| 1946 | 751       |
| 1950 | 772       |
| 1964 | 603       |
| 1990 | 386       |
| 1993 | 358       |
| 2011 | 375       |

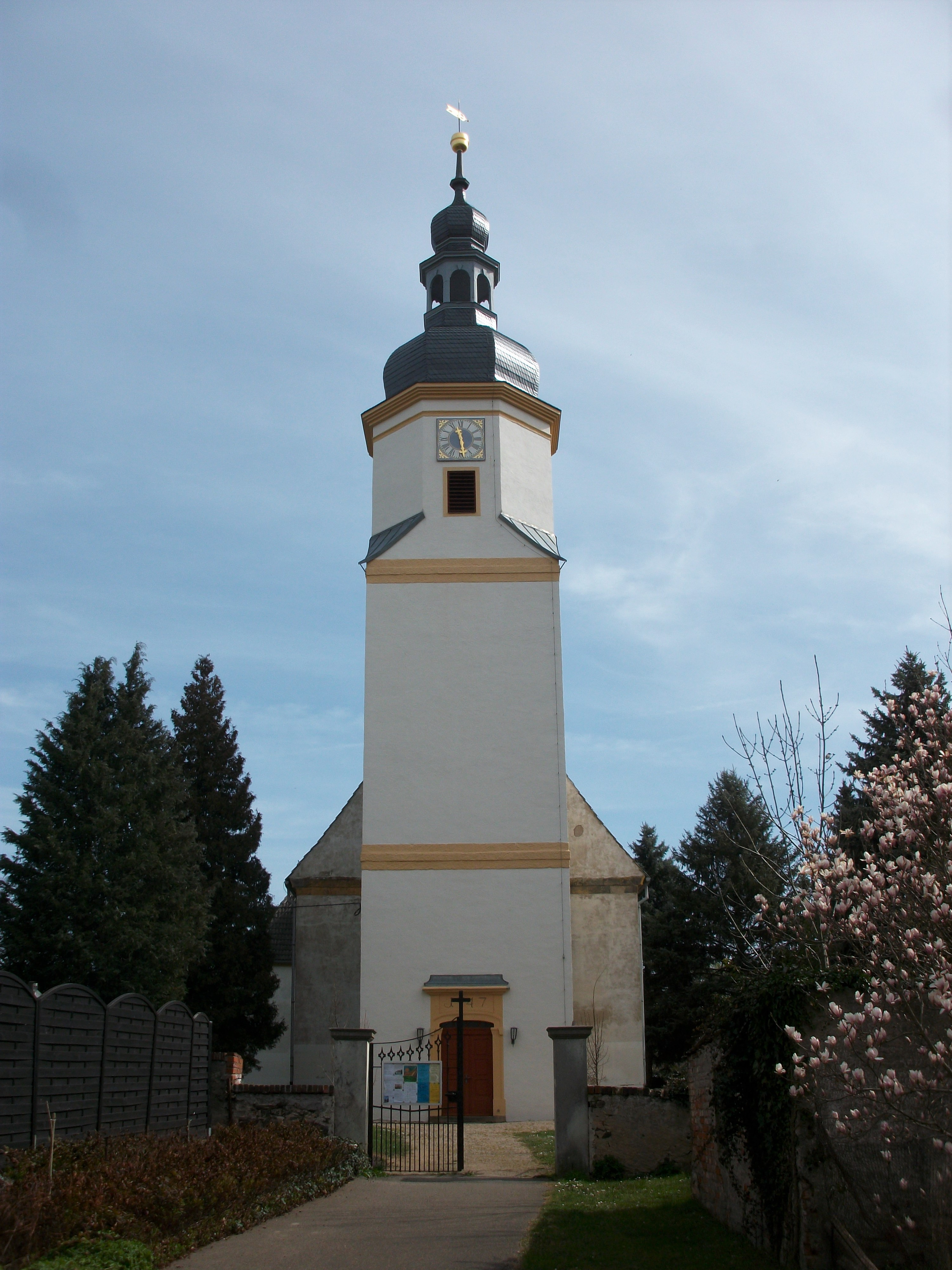
Dorfkirche Mehltheuer (Hirschstein)

Der Ort entstand als Platzdorf und wurde 1222 als Nuendorph erstmals urkundlich erwähnt. Die erste Kirche des Dorfs wurde erstmals 1205 erwähnt. Sie war Filialkirche der Striegnitzer Kirche und wurde wahrscheinlich von einem Burgwart namens Nimuncow (nie Mehl) gegründet, der Ende des 11. Jahrhunderts für den Burggrafen Heinrich I. von Meißen tätig war. Daraus wird sich auch der spätere Ortsname hergeleitet haben, denn 1424 wird das Dorf erstmals Meltewer genannt. Mehltheuer gehörte den Meißischen Burggrafen sowie dem Kloster Staucha. Nach der Reformation gingen die Grundherrschaft und die Gerichtsbarkeit an das Rittergut Jahnishausen über. Im Kurfürstentum Sachsen wurde Mehltheuer vom Kreisamt Meißen aus verwaltet.
Die heutige Kirche in Mehltheuer wurde von 1744 bis 1746 im barocken Stil errichtet und 1747 geweiht. Die Orgel von Johann Ernst Hähnel wurde am 6. Juli 1755 zu Gesamtkosten von 660 Talern eingebaut. Nahe der Kirche befand sich seit 1716 eine Stiftsschule, die das erste Schulgebäude in Mehltheuer war. Bis 1779 hielten Händler, die auf die Jahrmärkte in Riesa wollten, tags zuvor in Mehltheuer und boten in dem für einen Markt eigentlich viel zu kleinen Ort ihre Waren an. Weil das Jahnishausener Rittergut aber keine Genehmigung zur Marktabhaltung hatte, wurden die Märkte in Mehltheuer behördlich verboten. Zu dieser Zeit lebten 32 besessene Mann und neun Häusler in Mehltheuer, die 28 1⁄4 Hufen zu je 12 Scheffel bewirtschafteten. Nach einem Brand im Jahr 1816 wurde die Schule ein Jahr später wieder aufgebaut. Danach entstand ein 1832 errichtetes und 1882 erweitertes Schulgebäude.

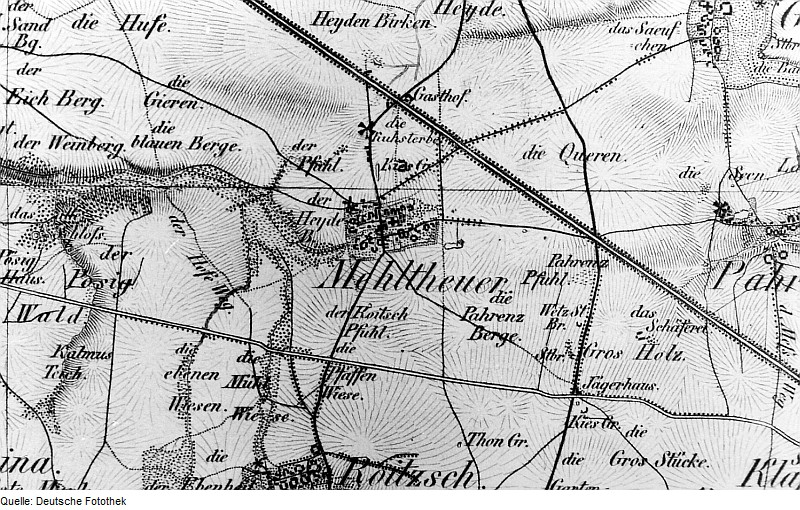
Oberreit’scher Atlas von 1839/40: Mehltheuer mit den umliegenden Orten und der Poststraße

Mit der Sächsischen Landgemeindeordnung von 1838 erhielt Mehltheuer Selbstverwaltungsrecht als Landgemeinde. Mehltheuer lag bis 1856 im kursächsischen bzw. königlich-sächsischen Kreisamt Meißen. Bei den im 19. Jahrhundert im Königreich Sachsen durchgeführten Verwaltungsreformen wurden die Ämter aufgelöst. Dadurch kam Mehltheuer im Jahr 1856 unter die Verwaltung des Gerichtsamts Riesa und 1875 an die neu gegründete Amtshauptmannschaft Großenhain.
Im Jahr 1877 wurde die Bahnstrecke Riesa–Nossen errichtet, die Mehltheuer über den Bahnhof Prausitz (⊙) unmittelbar an der Gemeindegrenze direkten Anschluss an den Schienenpersonen und -güterverkehr brachte. Für den Bau des Bahnhofs und um eine möglichst rechtwinklige Querung der heutigen Bundesstraße zu erreichen, wurde diese im Kreuzungsbereich verlegt, sodass seitdem von Meißen auf der Straße kommend vor dem Ortseingang eine markante 90-Grad-Kurve durchfahren werden muss. Die Lommatzscher Straße (heutige Staatsstraße 85) mündet seitdem genau in dieser Kurve in einem spitzen Winkel in die Bundesstraße und zweigt vor dem Ortsausgang in einem ebenso spitzen Winkel wieder ab. Zudem ist die früher direkt verlaufende Wegverbindung von Pahrenz nach Mehltheuer zugunsten der Bahnstrecke gekappt und umgelegt worden.

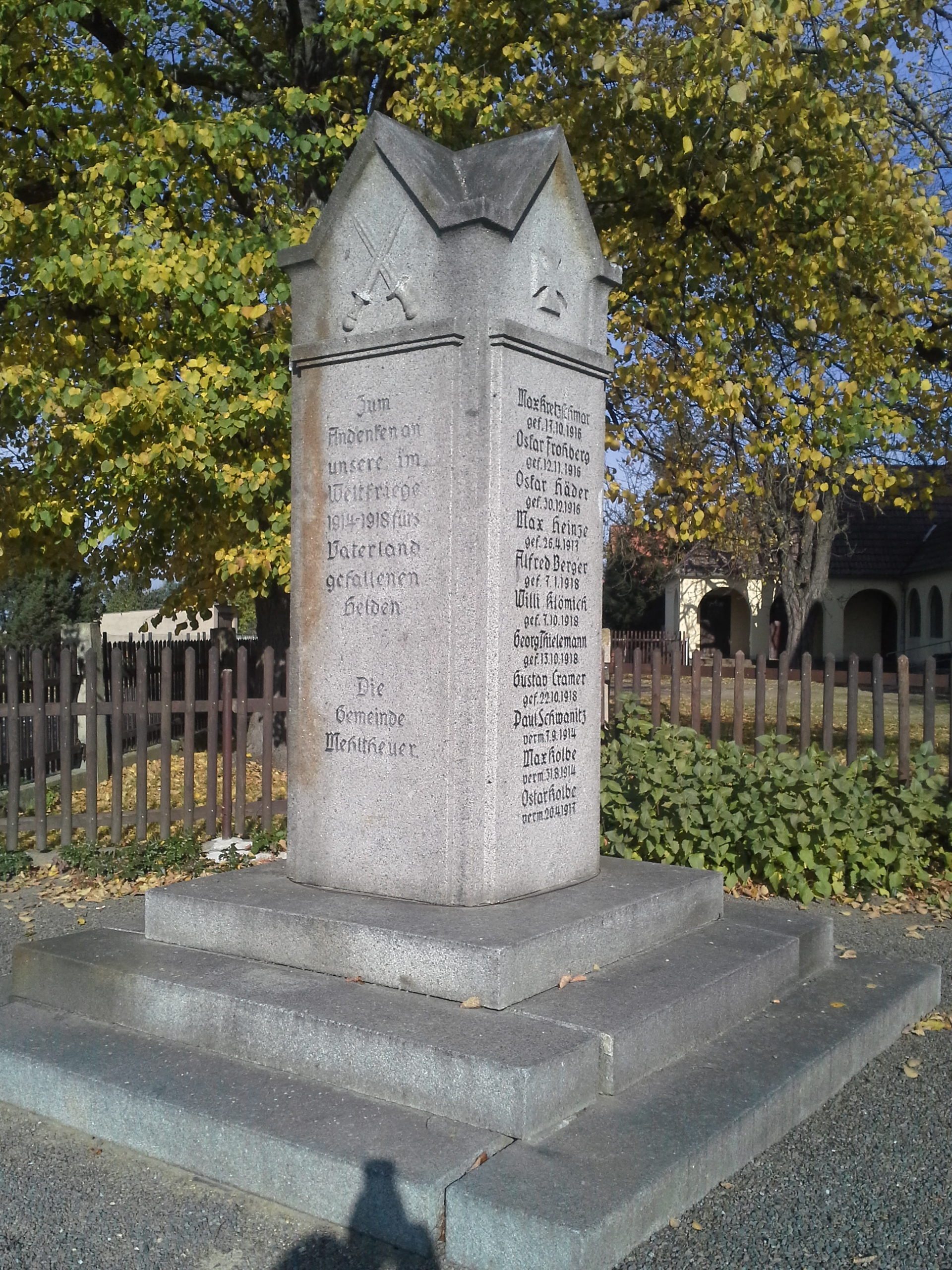
Gefallenendenkmal in Mehltheuer

Von 521 Einwohnern Mehltheuers im Jahr 1925 waren 503 evangelisch-lutherisch, vier Bürger katholisch und 14 weitere konfessionslos. Nach dem Ende des Zweiten Weltkriegs wurde an der Kirche in Mehltheuer ein Massengrab für die im Kriege gefallenen Bürger angelegt, außerdem erinnert ein Denkmal mit namentlicher Nennung an die Gefallenen. Nach der folgenden Gründung der DDR 1949 wurde die Gemeinde Mehltheuer im Zuge der Gebietsreform 1952 dem Kreis Riesa im Bezirk Dresden zugeordnet.
Der letzte Schulbau in Mehltheuer entstand 1913 im Heimatstil. Er wurde bis 1971 genutzt, danach war die Schule in Prausitz für Mehltheuer mit zuständig. Das Gebäude wurde Wohnhaus und beherbergte auch einen Konsum. Seit 2005 befinden sich zudem Dorfgemeinschaftsräume in dem ehemaligen Schulhaus. Am nördlichen Ortsausgang gab es im 19. Jahrhundert ein Gasthaus. Heute befinden sich dort unter anderem ein großer Parkplatz für Fernfahrer und eine inzwischen geschlossene kleine Tankstelle. Diese wurde bis 2015 unter der Marke GO betrieben und war zuvor Teil des staatlichen Minol-Tankstellennetzes der DDR.
Seit der Deutschen Wiedervereinigung 1990 gehörte Mehltheuer zum sächsischen Landkreis Riesa, der 1994 im neu gebildeten Landkreis Riesa-Großenhain bzw. 2008 im Landkreis Meißen aufging. Die Gemeinde Mehltheuer wurde am 1. Januar 1994 mit der Nachbargemeinde Prausitz verschmolzen, zum 1. März des gleichen Jahres kam Heyda als dritter Ortsteil hinzu. Eine weitere Vergrößerung des Gemeindegebietes ergab sich mit der Eingliederung der Gemeinde Hirschstein mit ihren Ortsteilen in die Gemeinde Mehltheuer am 1. April 1996. Zum 1. Oktober 1996 gab sich die Gemeinde Mehltheuer den Namen Hirschstein. Im Mai 1998 wurde der Personenverkehr auf der Bahnstrecke eingestellt, seit 2000 verkehrten auch keine Güterzüge mehr. Seit dem Jahresende 2007 gilt die Strecke mit dem Bahnhof offiziell als stillgelegt. Zum Zensus 2011 wurden in Mehltheuer insgesamt 135 Wohngebäude mit 165 Wohnungen gezählt. Die Wohnfläche je Wohnung betrug im Durchschnitt 97 Quadratmeter, die Leerstandsquote lag bei 7,3 Prozent.

## Sehenswürdigkeiten

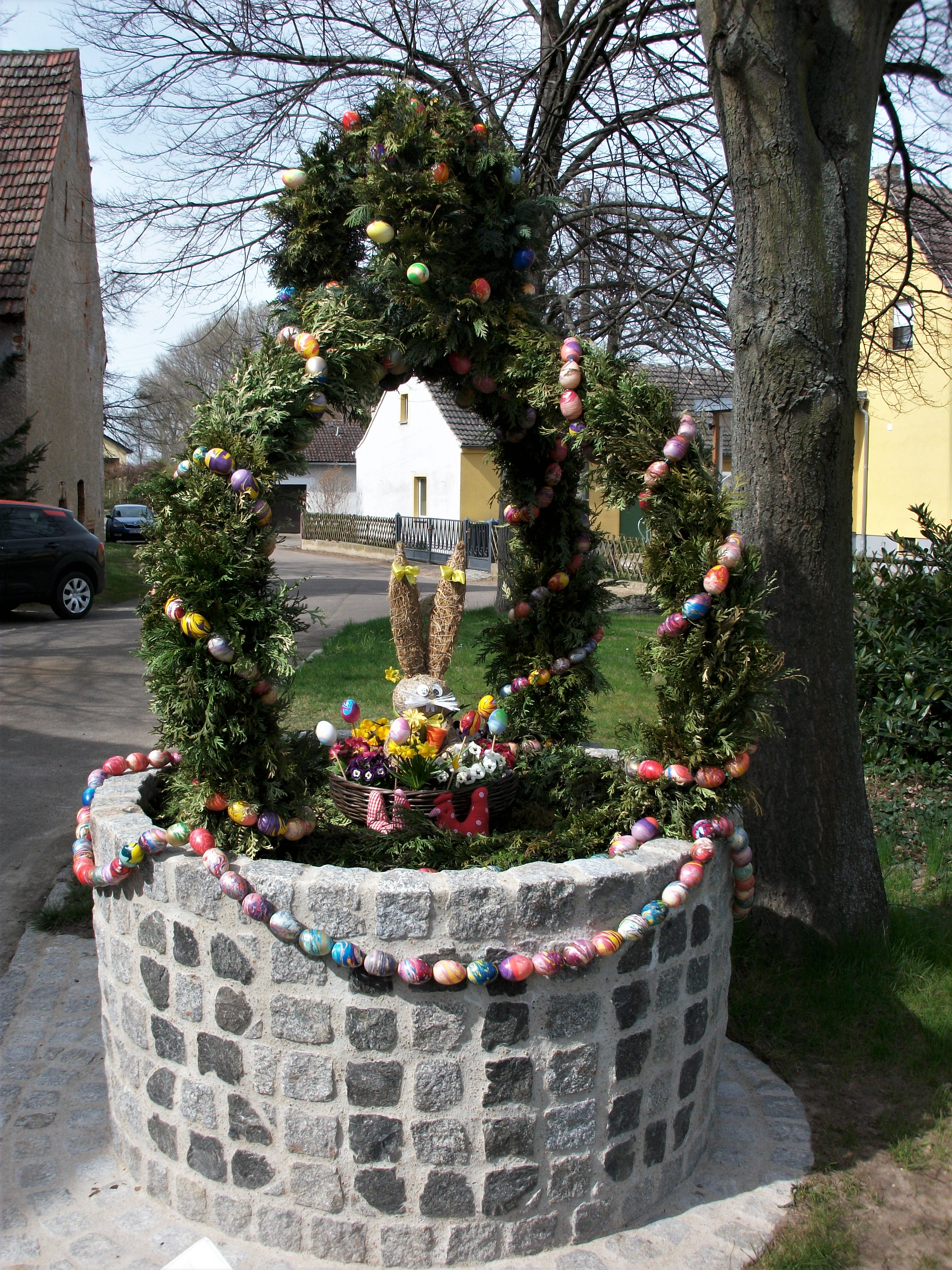
Osterbrunnen Mehltheuer (Hirschstein)

### Kirche
Die Kirche Mehltheuer ist eine schlichte Saalkirche aus dem Jahr 1747 mit einem Turm von 1777. Restaurierungen erfolgten in den Jahren 1936/37 und 1995. Das Bauwerk ist ein verputzter Bruchsteinbau mit dreiseitig geschlossenem Chor und Satteldach und wird durch Rundbogenfenster erhellt. Ein Südportal mit Segmentbogenschluss erschließt das Gebäude, das von einem quadratischen, im Obergeschoss oktogonalen Westturm mit barocker Haube und Laterne akzentuiert wird.
Im Innern ist das Bauwerk flachgedeckt und wird von zweigeschossigen Emporen an der Nord- und Südseite sowie einer einfachen Westempore umgeben, im Chorbereich sind hölzerne Logen eingebaut.
Der spätbarocke Kanzelaltar, der eine Kanzel mit geschweiftem Korb trägt, die von zwei Säulen und einem reich profilierten Gesims gerahmt wird, stammt vermutlich aus der Erbauungszeit; als Abschluss dient ein gesprengter Giebel mit Gloriole. Die aufwändig gestaltete hölzerne Taufe in farbiger Fassung ist mit Voluten und Akanthus verziert und stammt aus der ersten Hälfte des 18. Jahrhunderts. Zwei gleichzeitige, farbig gefasste Schnitzfiguren stellen Engel mit Kreuz, Kelch und Kruzifix dar. Die Orgel ist ein Werk von Franz-Emil Keller aus dem Jahr 1899.
- Osterbrunnen[14]